# Bitwa pod Adaną (1488)
II bitwa pod Adaną – starcie zbrojne, które miało miejsce 26 sierpnia 1488 w trakcie walk Osmanów z mamelukami.
W roku 1487 Osmanowie uzupełnili straty poniesione w bitwie pod Adaną (1486), zagrażając nadgranicznym garnizonom mameluckim. Wojska Bajazyda II liczyły 3000 ciężkiej jazdy, 6000 janczarów oraz oddziałów pomocniczych i zaciągów chrześcijańskich – łącznie ok. 60 000 ludzi. W odpowiedzi na postępy armii osmańskiej, sułtan Kajtbaj nakazał głównodowodzącemu mameluków Uzbek min-Tutukhowi wymarsz na północ. Uzbek wraz ze swoją armią opuścił Aleppo, kierując się do Cylicji w kierunku Adany, gdzie znajdowały się siły Osmanów. Po dotarciu w rejon miasta Uzbek zdecydował się na bezpośredni atak. W centrum ugrupowania znajdowały się oddziały mameluckie poprzedzone arkebuźnikami, prawe skrzydło zajmowały oddziały z Damaszku, lewe – oddziały z Aleppo natomiast w odwodzie stanęła konnica beduińska. Osmanowie ustawili przed frontem swojej armii harcowników oraz łuczników i arkebuźników. Na prawym skrzydle stanęły wojska z Anatolii, na lewym rekruci z Europy i sojusznicy anatolijscy.
W momencie starcia się ze sobą obu armii, lewe skrzydło Osmanów zadało znaczne straty wojskom z Damaszku. Równocześnie oddziały europejskie zepchnęły prawe skrzydło mameluckie, a janczarzy rozgromili arkebuźników Uzbeka. Silny opór stawiali królewscy mamelucy, co umożliwiło namiestnikowi Damaszku posłanie części swojej jazdy na słabnące lewe skrzydło. Dzięki wsparciu, mamelukom udało się powstrzymać atak europejskich oddziałów na skrzydle i janczarów od frontu. Następnie mamelucy wdarli się pomiędzy centrum a lewe skrzydło Osmanów, wywołując odwrót przeciwnika, który ponownie zebrał siły i próbował jeszcze obejść stojącą w odwodzie konnicę beduińską. Część oddziałów mameluckich wpadła z impetem do obozu osmańskiego, który doszczętnie splądrowano. Widząc rozproszenie swoich wojsk po całym polu bitwy, Uzbek dał rozkaz do odwrotu. Podobnie uczynił dowódca Osmanów Hadim Ali Pasza. Mamelucy stracili 4000 ludzi, Osmanowie zaś 30 000. Wynik bitwy wywołał wściekłość Bajazyda II, który kazał wygnać Ali Paszę. Krótko później Adana wpadła w ręce mameluków.